# Gare de Cize - Bolozon
La gare de Cize - Bolozon est une gare ferroviaire française de la ligne de Bourg-en-Bresse à Bellegarde, située sur le territoire de la commune de Bolozon, à proximité de Cize, dans le département de l'Ain, en région Auvergne-Rhône-Alpes.
Mise en service en 1876, elle est fermée en 2005, pour les travaux de rénovation de la ligne, puis rouverte en 2010. 
C'est une halte voyageurs de la Société nationale des chemins de fer français (SNCF), desservie par des trains TER Auvergne-Rhône-Alpes.

## Situation ferroviaire
Établie à 318 mètres d'altitude, la gare de Cize - Bolozon est située au point kilométrique (PK) 25,061 de la ligne de Bourg-en-Bresse à Bellegarde, entre les gares Villereversure et de Nurieux. Vers Villereversure s'intercale le viaduc de Cize-Bolozon.

## Histoire

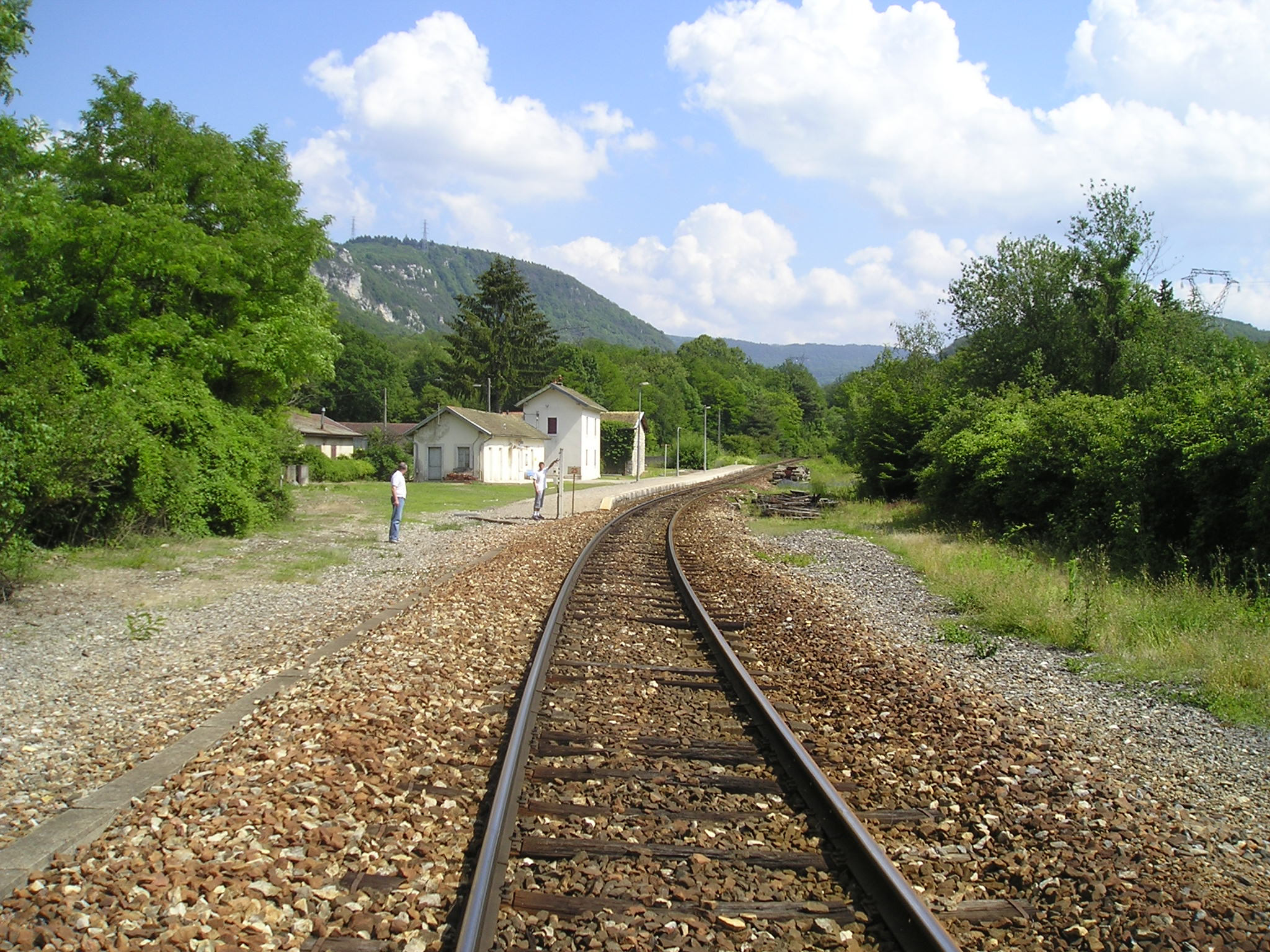
La gare de Cize - Bolozon quelques mois avant la fermeture de 2005.

La gare est ouverte le 6 juillet 1876 par la Compagnie des Dombes et des chemins de fer du Sud-Est lors de l'ouverture de la section de Simandre-sur-Suran à Cize - Bolozon. Cette compagnie revend son réseau ferroviaire à la Compagnie des chemins de fer de Paris à Lyon et à la Méditerranée (PLM) le 1er janvier 1884.
Fermée en 2005 pour les travaux de rénovation de la ligne de Bourg-en-Bresse à Bellegarde, elle est rouverte depuis le 12 décembre 2010. L'ancien bâtiment voyageurs est détruit en juin 2010, comme ceux de la gare de Ceyzériat et de la gare de Villereversure.

## Fréquentation
Selon les estimations de la SNCF, la fréquentation annuelle de la gare s'élève aux nombres indiqués dans le tableau ci-dessous.
| Année               | 2023  | 2022  | 2021 | 2020 | 2019  | 2018 | 2017 | 2016 | 2015  |
| ------------------- | ----- | ----- | ---- | ---- | ----- | ---- | ---- | ---- | ----- |
| Nombre de voyageurs | 1 447 | 1 145 | 916  | 964  | 1 481 | 477  | 586  | 906  | 2 132 |

## Service des voyageurs

### Accueil
Elle est composée de deux voies disposées de part et d'autre d'un quai central.

### Desserte
Elle est desservie par les TER qui relient Bourg-en-Bresse à Oyonnax et Saint-Claude.

Installations
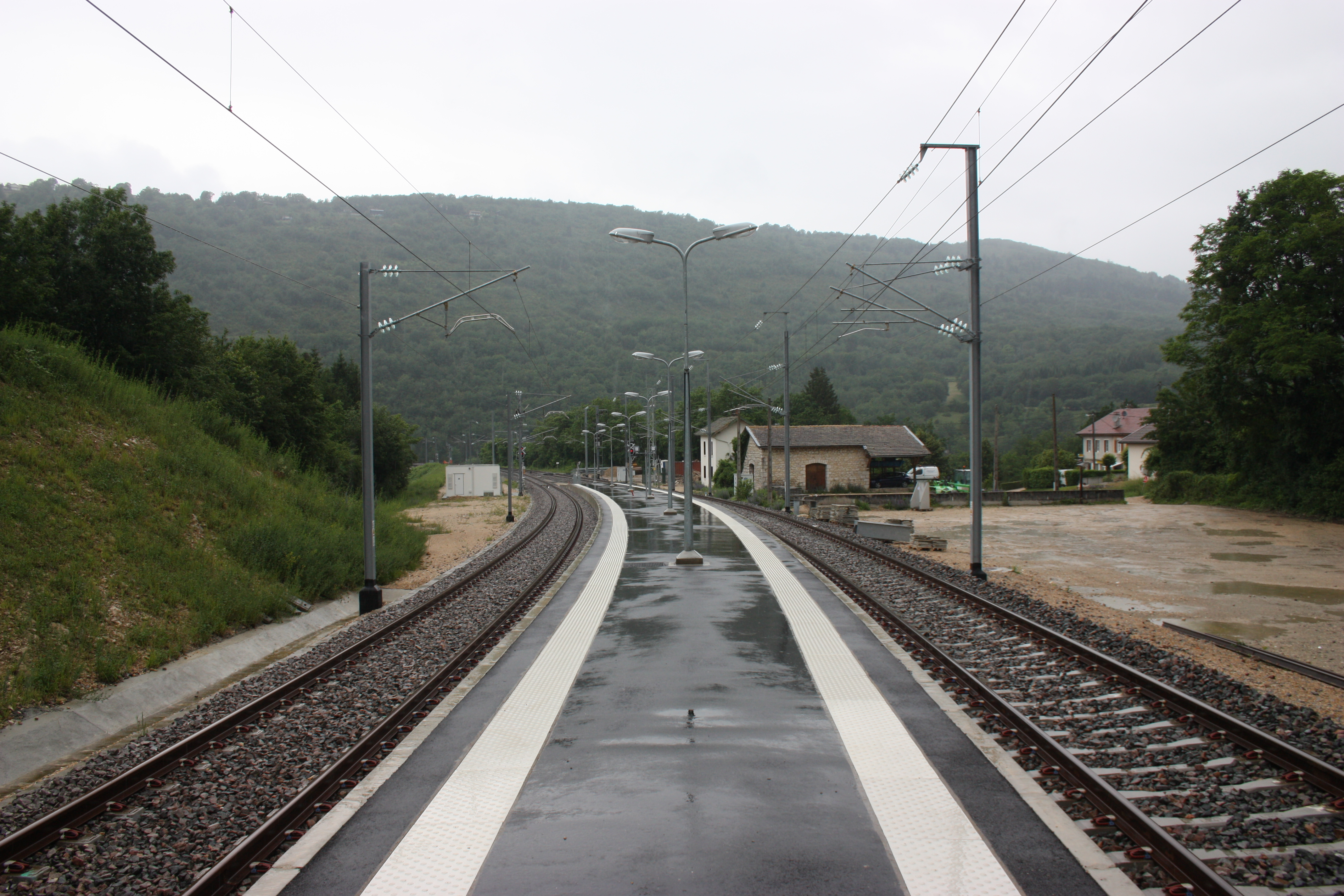
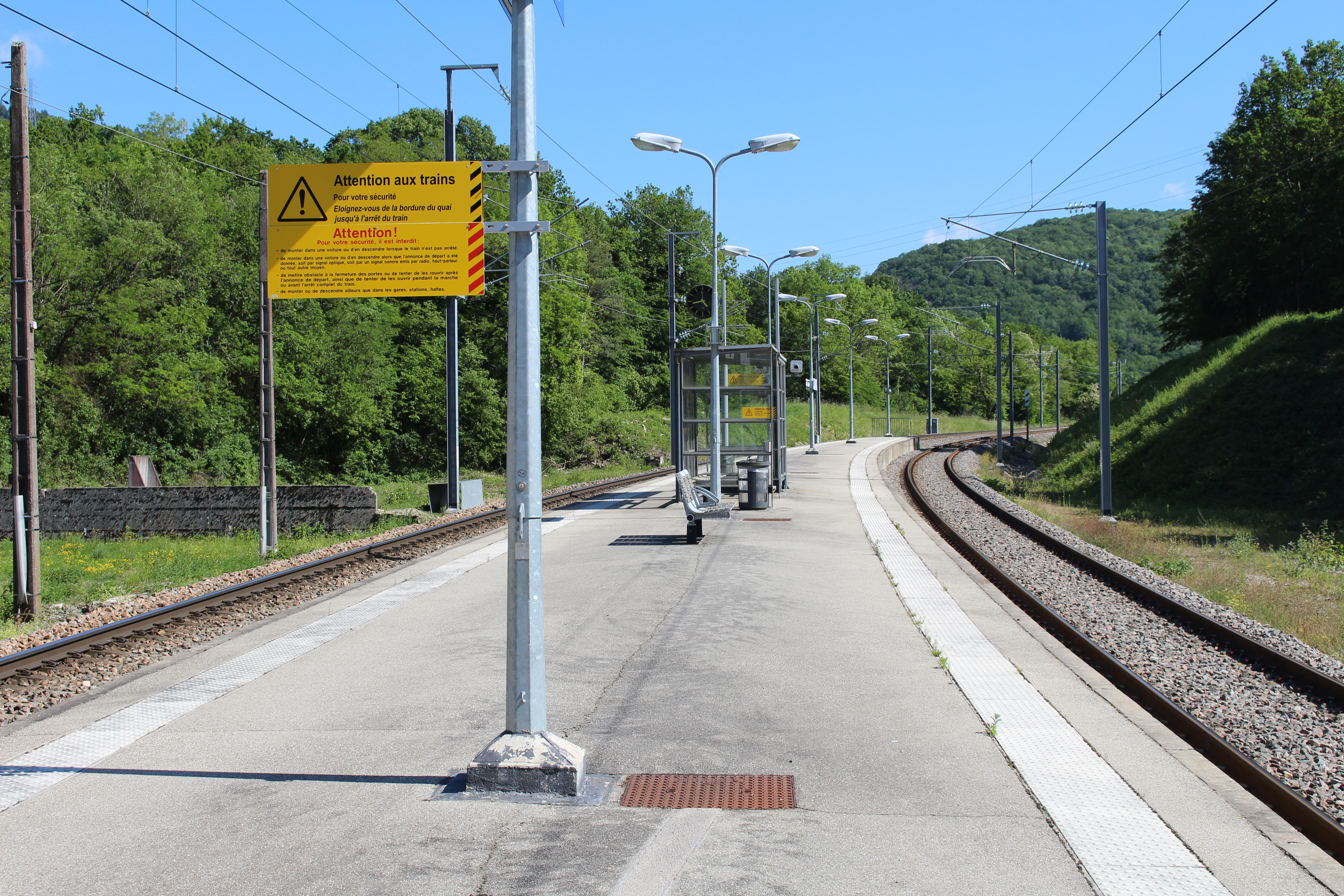
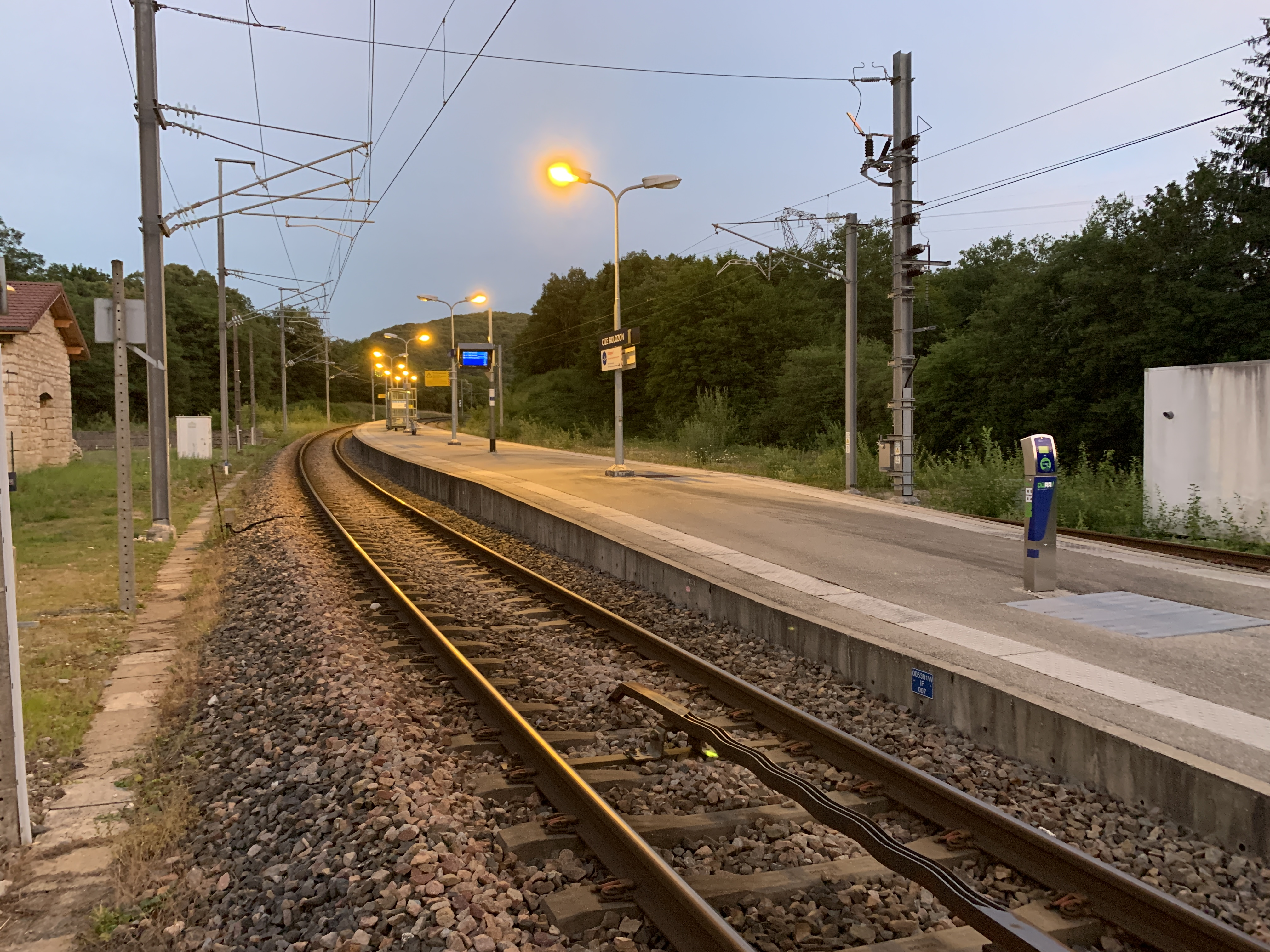